# Spathidiida
Ordre
Les Spathidiida sont un ordre de Ciliés de la classe des Gymnostomatea ou des Litostomatea selon la classification.

## Liste des familles
Selon GBIF (25 novembre 2022) :
- Actinobolinidae Kahl, 1930
- Apertospathulidae Foissner, Xu & Kreutz, 2005
- Arcuospathidiidae Foissner & Xu, 2007
- Bryophyllidae Foissner & Lei, 2004
- Homalozoidae ⇔ Homalozoonidae Jankowski, 1980 (ordre des Haptorida)
- Lacrymariidae de Fromentel, 1876
- Protospathidiidae Foissner & Xu, 2006
- Spathidiidae Kahl in Doflein & Reichenow, 1929
- Trachelophyllidae Kent, 1882

## Systématique
L'ordre des Pseudoholophryida a été créé en 1988 par les botanistes et époux autrichiens Wilhelm Foissner (1948-2020) et Ilse Foissner (d),. Ils rangent cet ordre dans la classe des Litostomatea.

## Publication originale
- (en) Wilhelm Foissner et Ilse Foissner, « The Fine Structure of Fuscheria terricola Berger et al., 1983 and a Proposed New Classification of the Subclass Haptoria Corliss, 1974 (Ciliophora, Litostomatea) », Archiv für Protistenkunde, Elsevier, vol. 135, nos 1-4,‎ janvier 1988, p. 213-235 (ISSN 0003-9365 et 2213-5553, OCLC 4649431785, BNF 37573399, DOI 10.1016/S0003-9365(88)80070-8).